# ميت حواي
ميت حواي إحدى قرى مركز السنطة التابع لمحافظة الغربية بجمهورية مصر العربية.

## التاريخ
قرية ميت حواي من القرى القديمة، حيث وردت باسم «منية حوى» في أعمال السمنودية ضمن قرى الروك الصلاحي التي أحصاها ابن مماتي في كتاب قوانين الدواوين، كما وردت باسم «منية حوى» في أعمال الغربية ضمن قرى الروك الناصري التي أحصاها ابن الجيعان في كتاب «التحفة السنية بأسماء البلاد المصرية». وردت باسم «ميت حُويه» في وقت السلطان الغوري المحرر في سنة 922 هـ، وفي تاريخ 1228هـ/1813م الذي عدّ قرى مصر بعد المسح الذي قام به محمد علي باشا باسم «ميت حواي» ضمن قرى مديرية الغربية.

## السكان
بلغ عدد سكان ميت حواي 9557 نسمة حسب تقدير عام 2018.
| السنة  | 1882 | 1897 | 1907 | 1927 | 1947 | 1960 | 1976 | 1986 | 1996 | 2006  | 2018 |
| ------ | ---- | ---- | ---- | ---- | ---- | ---- | ---- | ---- | ---- | ----- | ---- |
| القرية | 1458 | 2141 | 2297 | 1628 | 3781 | 3260 | 4109 | 5063 | 5738 | 6,669 | 9557 |